# Seleuco (sacerdote romano)
Seleuco (latino: Seleucus; floruit 355-365) fu un sacerdote e un retore romano, amico dell'imperatore Giuliano.

## Biografia
Era padre di Olimpiade, marito di Alexandra e cognato di Calliopus; suo padre potrebbe essere stato il prefetto Ablabio.
Nel 355 circa era con Giuliano in Bitinia. L'anno successivo si diede probabilmente alla retorica.
Con l'ascesa al trono di Giuliano, nel 361 ricoprì un incarico di spicco in Siria Eufratense; fu incaricato di raccogliere lana e altre provviste dalla provincia, probabilmente in occasione della preparazione della campagna sasanide di Giuliano.
Pagano zelante, nel 362 divenne gran sacerdote (o governatore) di una provincia, probabilmente la Cilicia; seguiva Giuliano come membro della corte (forse ricevette il titolo di comes) e nel 363 lo accompagnò nella campagna sasanide durante la quale l'imperatore trovò la morte.
Fu perseguitato e multato dagli imperatori cristiani che succedettero a Giuliano, nel 364/5. Si diede alla composizione di una storia in due libri della campagna sasanide di Giuliano.